# Luise Hensel
Luise Hensel, tysk poet. Hon föddes 30 mars 1798. Död 18 december 1876 i Paderborn. Hon var dotter i en luthersk-evangelsik prästfamilj och arbetade som vuxen som guvernant och sköterska, varvid hon särskilt under sina ungdomsår också hade tid för diktning för egna andliga behov. Hon konverterade till romersk-katolska kyrkan, trolovade sig med Jesus Kristus och bar från år 1820 till sin död en vigselring, som symbol för detta äktenskap. Psalmförfattare vars religiösa diktnig utgavs anonymt 1829. Hon representerad i många psalmböcker, bland andra i danska Psalmebog for Kirke og Hjem.

## Psalmer
- Müde bin ich, geh zur Ruh, en aftonpsalm diktad 1817 och översatt till danska Jeg er træt og går til ro av Kristian Arentzen 1846. På svenska publicerad i Svensk söndagsskolsångbok 1929. Finns på Wikisource.